# 感染多重度
感染多重度（かんせんたじゅうど、英: Multiplicity of infection; MOI）は、微生物学において、細胞などの感染標的に対する、作用因子（ファージ、ウイルス、細菌など）の比率のこと。例えば、ウイルス粒子を接種した細胞の場合、感染多重度（MOI）は、一定の空間に存在する標的細胞の数に対するウイルス粒子の数の比率を指す。

## 概要
特定の細胞に侵入するウイルスや細菌の実際の数は確率過程である。ある細胞は複数の感染性病原体を吸着する場合があるが、別の細胞は一つも吸着しない場合がある。EllisとDelbrückは、ウイルスの感染モデルとしてバクテリオファージを用い、個々のファージ粒子の感染に対しポアソン分布を適用している。 あるMOI {\displaystyle m}で接種した場合に、細胞が{\displaystyle n}個のウイルス粒子や細菌を吸着する確率は、ポアソン分布を利用すると、以下のように計算できる。
{\displaystyle P(n)={\frac {m^{n}\cdot e^{-m}}{n!}}}
ここで、{\displaystyle m}は感染多重度MOI、 {\displaystyle n}は感染ターゲット（細胞）に侵入する感染性病原体の数、 {\displaystyle P(n)}は感染ターゲットが {\displaystyle n}個の感染性病原体に感染する確率である。
実際は、ウイルスや細菌の感染力により、この計算式からずれが生じる。これを回避する1つの方法は、ウイルスのプラーク形成単位など、厳密なカウントではなく、感染性粒子の機能定義を使用することである。
たとえば、MOI=1（細胞あたり1つの感染性ウイルス粒子）で細胞の集団に感染させた場合、細胞が感染しない確率は {\displaystyle P(0)=36.79\%} 、単一の粒子に感染する確率は{\displaystyle P(1)=36.79\%} 、2つの粒子によって感染する確率は{\displaystyle P(2)=18.39\%} 、3つの粒子によって感染する確率は{\displaystyle P(3)=6.13\%} 、 などと計算できる。
特定のMOIで接種した場合の感染細胞の平均割合は、単に {\displaystyle P(n>0)=1-P(0)} から計算できる。したがって、MOI={\displaystyle m}{\displaystyle m}で接種後に感染する細胞の平均割合は以下の式で計算できる：
{\displaystyle P(n>0)=1-P(n=0)=1-{\frac {m^{0}\cdot e^{-m}}{0!}}=1-e^{-m}}
これは{\displaystyle m}が小さい値の場合{\displaystyle m\ll 1} において{\displaystyle m}にほぼ等しい。

### 例

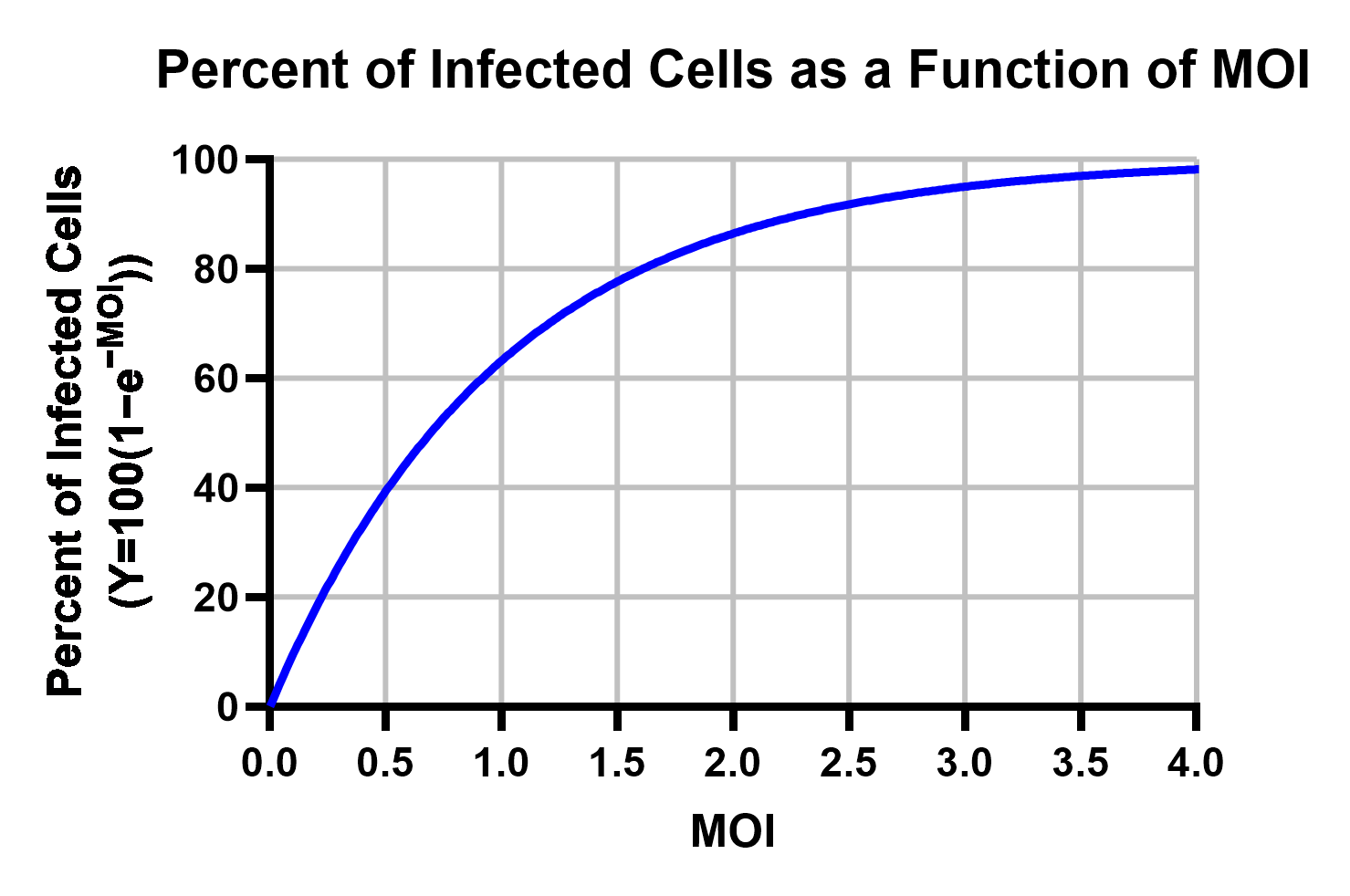
MOIに基づいて感染した細胞の割合。

MOIが増加すると、少なくとも1つのウイルス粒子に感染した細胞の割合も増加する。
| MOI | 感染細胞の割合 |
| --- | -------------- |
| 1.0 | 63.2％         |
| 2.0 | 86.5％         |
| 3.0 | 95.0％         |
| 4.0 | 98.2％         |
| 5.0 | 99.3％         |
| 6.0 | 99.8％         |
| 7.0 | 99.9％         |
| 8.0 | ~100.0％       |